# Princesse Shōshi (1195-1211)
La princesse Shōshi (昇子内親王, Shōshi Naishinnō, 1195–1211), aussi connue sous le nom Shunkamon-in (春華門院), est une Impératrice consort du Japon. Elle est la belle-mère (准母) de l'empereur Juntoku.

## Source de la traduction
- (en) Cet article est partiellement ou en totalité issu de l’article de Wikipédia en anglais intitulé « Princess Shōshi (1195–1211) » (voir la liste des auteurs).